# Diócesis de Voncaria
La Sede titular de Voncaria es una Diócesis titular católica creada por Pio XI en 1933.

## Episcopologio
- Léon Klerlein, C.S.Sp. (8 de abril de 1935 - 22 de mayo de 1950)
- Enrique Rau (20 de marzo de 1951 - 23 de octubre de 1954)
- Pio de Freitas Silveira, C.M. (19 de enero de 1955 - 19 de mayo de 1963)
- Marie-Georges Petit (31 de agosto de 1963 - 13 de enero de 1970)
- Joseph-Martin Urtasun (25 de junio de 1970 - 11 de diciembre de 1970 )
- José Alí Lebrún Moratinos  (21 de septiembre de 1972 - 24 de mayo de 1980)
- Virgilio Noè (30 de enero de 1982 - 28 de junio de 1991)
- Javier Navarro Rodríguez (15 de abril de 1992 - 20 de enero de 1999)
- Leopoldo González González (18 de marzo de 1999 - 9 de junio de 2005)
- Santiago María García de la Rasilla Domínguez, S.J. (11 de noviembre de 2005-13 de agosto de 2018)